# 相本幸子
相本 幸子（あいもと さちこ、12月9日 - ）は、日本のフリーアナウンサー。フリーに転じてからは相本 さち子名義でも活動している。

## 来歴
山口県下松市出身。青山学院大学文学部日本文学科卒業。大学では近世の日本文学を専攻した。
大学を卒業後、2003年4月に札幌テレビ放送 (STV) 入社。同期の岡本博憲、近藤麻智子とともに同局のアナウンサーになる。
2006年3月に退社。一時オーストラリアに留学した後、日本でフリーアナウンサーとしての活動を開始した。フリー転向からしばらくの間はKEE'S（キーズ）に所属し、同社インターネットアナウンススクールの講師を務めていた。また、2007年10月から2008年3月まで日テレNEWS24のスポーツキャスターを、2008年4月から日本テレビ報道局の記者を務めていた。
KEE'Sを退所してからはフリーランスで活動している。2010年9月にショップチャンネルのキャスト（司会）に就任し、2019年3月まで8年務めた。

## 担当番組
- デイリープラネット（日テレNEWS24） - 「デイプラスポーツ」担当
- ショップチャンネル放送番組 - キャスト

### ラジオ番組
- アイヌ語ラジオ講座（STVラジオ） - パーソナリティ
- オハヨー!ほっかいどう（STVラジオ） - パーソナリティ

### ネット配信番組
- 全国お祭りチャンネル配信番組 - リポーター